# 圆片耳蕨
圆片耳蕨（学名：Polystichum cyclolobum），为鳞毛蕨科耳蕨属下的一个植物种。